# Żory

Żorys vapen.

Żory (tyska Sohrau) är en stad i Schlesiens vojvodskap i södra Polen. Żory, som erhöll stadsprivilegium år 1272, hade 61 985 invånare år 2013.